# Giga New York
La Tesla Giga New York (ou Gigafactory 2) est le nom donné à l'usine de cellules photovoltaïques de la société Tesla, située dans la ville Buffalo dans l'État de New York. Il a remplacé celui de la première usine de Tesla (Giga Nevada) spécialisée dans la production de batteries lithium-ion. La fabrication et l'assemblage des cellules photovoltaïque sont réalisés en partenariat avec Panasonic, qui a 30 ans expérience dans le domaine.
La construction de la Gigafactory 2 a été annoncée en 2014. Elle devient opérationnelle en août 2017. Le complexe final, qui s'étale sur 1,2 million de m², a coûté 900 millions de dollars. 280 millions ont été versés par Google. Ce sont 800 employés qui travaillent pour l’usine,. Mais à terme, Tesla veut créer 5000 emplois dans l’État de New York au cours des 10 prochaines années.
En octobre 2019, il est annoncé que le produit phare, le Solar Roof (toit solaire en français), serait prêt à être produit de façon industrielle dans les mois qui allaient suivre,. Ces cellules photovoltaïques ont l’apparence de tuiles,.
La Gigafactory 2 précède la Gigafactory 3 de Tesla qui produit des voitures électriques à Shanghai.

## Critiques et controverse
Il a été reproché à Tesla d’avoir exagéré le nombre d’emplois que l’usine allait créer. De plus, Tesla a connu des retards de construction et des coûts supplémentaires, ce qui vient altérer la crédibilité accordée au projet.